# Ogen van de Draak
Ogen van de Draak (1984, oorspronkelijke titel: The Eyes of the Dragon, herzien in 1987) is een boek van de Amerikaanse schrijver Stephen King. Het is een sprookje in middeleeuwse context, en is opgedragen aan zijn vriend Ben Staub en zijn dochter Naomi King. Het boek is mede gebaseerd op de verhalen die King zijn eigen kinderen vertelde, en mede geschreven naar aanleiding van kritiek van Naomi, die een hekel had aan de horrorverhalen die King meestal schreef.

## Verhaal
In het koninkrijk Delain heerst de stokoude koning Roland. Hij heeft twee zoons, Peter en Thomas. Peter, de oudste, is rijzig, knap en intelligent, en is voorbestemd zijn vader op te volgen. Thomas, de jongste, is klein, gedrongen, onhandig en mentaal traag.
De gang van zaken wordt met belangstelling gevolgd door de hofmagiër Randall Flagg. Flagg is al decennia raadgever van de koning en beseft terdege dat Peter geen koning moet worden. Roland was makkelijk beïnvloedbaar, Thomas is dat eveneens, maar Peter is veel te intelligent en zou Flagg waarschijnlijk direct het koninkrijk uitgooien. Flagg bedenkt een plan om de koning te vergiftigen met 'drakenzand' en Peter hiervoor te laten opdraaien. Nadat Peter zoals gebruikelijk de koning een glas wijn heeft gebracht, brengt Flagg hem een glas met drakenzand vergiftigde wijn.
In de consternatie na de plotselinge dood van de koning en het belastend bewijs dat Flagg heeft klaargelegd, wordt Peter inderhaast veroordeeld tot levenslange gevangenisstraf in de Gedenknaald, de hoogste toren van de paleisstad. Thomas bestijgt twee dagen later de troon en de jongen raakt vrijwel direct geheel afhankelijk van Flagg. Via Thomas verhoogt Flagg de belastingen en vestigt een schrikbewind dat zelfs de kleinste vergrijpen bestraft met onthoofding.
Wat Flagg niet weet is dat Thomas hen via een geheime gang (die hij Thomas zelf had laten zien) gadeslaat. Thomas ziet Flagg het glas wijn aan de koning aanbieden. Hoewel hij hierdoor min of meer weet dat Flagg de ware moordenaar is, redeneert hij deze conclusie weg. Bovendien krijgen zijn jaloezie op Peter en zijn frustraties uit zijn jeugd de overhand: eindelijk juichen de mensen hem toe en zit zijn knappe perfecte broer in de gevangenis! Vijf jaar lang bewaart hij dit geheim.
Peter bedenkt inmiddels hoog in zijn gevangenis een plan om te ontsnappen door middel van een koord geweven van draden uit servetten. Hij ontvangt hierbij de hulp van zijn boezemvriend Ben Staad, en uiteindelijk ook van zijn lijfknecht Dennis, Naomi Reechul en operrechter Anders Peyna. In een ijskoude nacht probeert Peter te ontsnappen, geholpen door zijn vrienden. Flagg krijgt echter via een magisch kristal lucht hiervan en zet de achtervolging in. In de uiteindelijke confrontatie in Rolands oude kamer schiet Thomas, bij zinnen gekomen, Flagg neer met de pijl-en-boog van zijn vader. De zwaargewonde en in het nauw gedreven tovenaar verdwijnt ineens spoorloos.
Peter wordt uiteindelijk rechtmatig koning, en hij vergeeft Thomas. Ben Staad trouwt met Naomi Reechul. Thomas besluit echter het rijk te verlaten, omdat de mensen waarschijnlijk minder vergevingsgezind zullen zijn dan Peter. Hij en Dennis gaan op zoek naar Flagg, die beslist niet dood is en zich zeker in deze wereld of in een andere wereld ophoudt.

## Personages
- Roland: De oude koning van Delain. Hij is niet al te slim en daarom makkelijk beïnvloedbaar, maar hij kan jagen als de beste. Eens heeft hij een draak geschoten.
- Peter: Peter is de oudste zoon van Roland en de beoogde troonopvolger.
- Thomas: Thomas is de jongste zoon van Roland. Hij is gefrustreerd en jaloers omdat Peter populairder is en hem in alles overvleugelt. Er is echter een uitzondering: Niemand kan beter jagen en boogschieten dan Thomas, Peter inbegrepen.
- Sasja: Sasja werd op 17-jarige leeftijd aan de 50-jarige Roland uitgehuwelijkt. Hoewel Roland niet op vrouwen valt en met tegenzin met haar naar bed gaat, houdt hij erg veel van haar en verwekt twee kinderen bij haar. Ze heeft een positieve invloed op Roland, tot ergernis van Flagg die haar uiteindelijk daarom laat vermoorden.
- Flagg: Flagg is in feite Randall Flagg, die in meerdere boeken van King voorkomt. Hij is een magiër die onder verschillende namen al in Delain is geweest om daar dood en verderf te brengen. Hij is eeuwenoud, beheerst zwarte magie, en weet alles van toverdranken en vergif. Hij vergiftigt koning Roland en laat Peter voor de moord opdraaien.
- Anders Peyna: Peyna is de opperrechter van Delain. Iedereen is bang voor hem maar hij is geen slecht persoon. Hij speelt een sleutelrol in de veroordeling van Peter maar al snel begint de twijfel te knagen. Flagg zorgt ervoor dat Thomas hem ontslaat en de berooide Peyna besluit uiteindelijk Peter en het verzet te steunen.
- Dennis: Dennis is de huisknecht van Peter en later van Thomas. Hij vindt het belastend bewijs waardoor Peter veroordeeld wordt, maar begint eveneens te twijfelen. Wanneer Thomas in een droom roept dat het Flagg was die de koning wijn bracht, helpt Dennis Peter.
- Ben Staad: Ben is de beste vriend van Peter, afkomstig uit een verarmde adellijke familie. Hij twijfelt geen moment aan Peters onschuld.
- Naomi Reechul: Zij is de dochter van een boer die banden heeft met het verzet. Zij en haar hond Frisky bieden Peter en zijn vrienden onschatbare hulp.

## Trivia
- De Nederlandse symfonische metalband Delain is vernoemd naar het gelijknamige koninkrijk Delain uit het boek.